# Departamento de Galán
El departamento de Galán es un extinto departamento de Colombia. Fue creado el 11 de abril de 1905 y perduró hasta el 5 de agosto de 1908, siendo parte de las reformas administrativas del presidente de la república Rafael Reyes respecto a división territorial. Galán duró apenas tres años, pues Reyes en una reforma aún más drástica eliminó los departamentos creados en 1905 y los reemplazó por otros en 1908; el de Galán fue renombrado a departamento de San Gil ese año.

## División territorial

Departamentos de la región de los Santanderes en 1905. Galán en rosa.

El departamento estaba conformado por las provincias santanderanas de Guanentá, Galán, Socorro, Charalá y Vélez.
El departamento de Galán estaba conformado por los siguientes municipios, de acuerdo al censo del año 1905:
- Provincia de Charalá: Charalá (capital), Cincelada, Confines, Encino y Ocamonte.

- Provincia de Guanentá: San Gil (capital), Aratoca, Curití, Jordán, Mogotes, Onzaga, Pinchote, San Joaquín y Valle de San José.

- Provincia del Socorro: Socorro (capital), Gámbita, Guadalupe, Guapotá, Oiba, Palmas del Socorro, Páramo y Suaita.

- Provincia de Suárez: Barichara (capital), Betulia, Cabrera, Contratación, Chima, Galán, Hato, Palmar, San Vicente de Chucurí, Simacota y Zapatoca.

- Provincia de Vélez: Vélez (capital), Aguada, Bolívar, Cite, Chipatá, Guavatá, Güepsa, Jesús María, La Paz, Puente Nacional, San Benito y Sucre.